# Conirostrum leucogenys
El conirrostro orejiblanco, picocono orejiblanco (en Panamá y Colombia) o mielerito orejiblanco (en Venezuela) (Conirostrum leucogenys) es una especie de ave paseriforme de la familia Thraupidae, perteneciente al género Conirostrum. Es nativa del norte de América del Sur y extremo oriental de América Central.

## Distribución y hábitat
Se distribuye por las tierras bajas del norte y este de Colombia (hacia el sur por el valle del Magdalena hasta Huila), hacia el oeste por el norte de Venezuela hasta Miranda, y en el este de Panamá, por la pendiente del Pacífico desde la provincia de Panamá hasta la frontera con Colombia (Darién).
Esta especie es considerada localmente bastante común en sus hábitats naturales: el dosel y los bordes de bosques caducifolios y claros adyacentes, y bosques antiguos degradados, hasta los 800 m de altitud.

## Sistemática

### Descripción original
La especie C. leucogenys fue descrita por primera vez por el ornitólogo francés Frédéric de Lafresnaye en 1852 bajo el nombre científico Dacnis leucogenys; su localidad tipo es: «Bogotá, Colombia».

### Etimología
El nombre genérico neutro Conirostrum se compone de las palabras latinas «conus»: cono, y  «rostrum»: pico; y el nombre de la especie «leucogenys» se compone de las palabras del griego  «leukos»: blanco, y «genus»: mejilla.

### Subespecies
Según las clasificaciones del Congreso Ornitológico Internacional (IOC) y Clements Checklist/eBird v.2019 se reconocen tres subespecies, con su correspondiente distribución geográfica:
- Conirostrum leucogenys panamense  (Griscom), 1927 – del este de Panamá al noroeste de Colombia.
- Conirostrum leucogenys leucogenys (Lafresnaye), 1852 – norte de Colombia y noreste de Venezuela.
- Conirostrum leucogenys cyanochroum (Todd), 1924 – Andes del oeste de Venezuela (Mérida) y Serranía del Perijá.